# Gatineau (Quebec)
Gatineau é uma cidade da província canadense de Quebec, e parte da região metropolitana de Ottawa, Ontário. A atual cidade de Gatineau é resultante da fusão de cinco cidades (Hull, Gatineau, Aylmer, Buckingham e Masson-Angers), ocorrida em 1 de janeiro de 2002. Gatineau está situada ao norte do Rio Ottawa.
A cidade é a quarta cidade em nível de importância no Quebec, com uma população de 273 915 habitantes, área de 341 km² e densidade populacional de 801 hab/km².
A aglomeração Ottawa-Gatineau é a quarta maior do Canadá, só atrás de Toronto, Montreal e Vancouver.

## Topônimo
Com a chegada de Philemon Wright, a cidade de Gatineau nasceu em 1801, tendo como primeiro nome "Wrightville". O nome Gatineau só veio em 2002, com a fusão municipal com Hull, Aylmer, Buckingham e Masson-Angers.
Existe duas hipóteses sobre a origem do nome da cidade, seja de origem francesa ou de ameríndia.
1. O nome Gatineau veio da família Gastineau, do explorador Nicolas Gastineau, que explorou a Nova França no século XVII.
2. A história de Raymon Ouimet diz que Gatineau vem do ameríndio. Em dois mapas de 1830 estão escritos Nàgàtinong em uma e Agatinung na outra. Estes dois nomes são foneticamente próximos do nome atual da cidade[2].

## Turismo

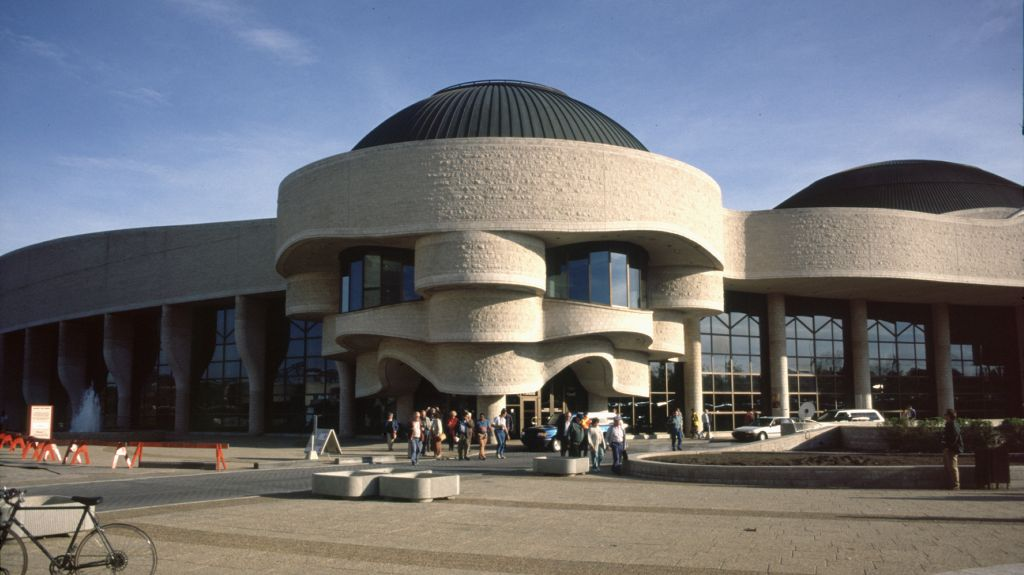
Museu canadense de história

### Lugares turísticos
- Casino do Lac Leamy: complexo que une casino e hotéis
- Museu canadense da história: museu mais visitado do Canadá. No interior está o Museu canadense das crianças e o Museu dos correios. Até 2012 era chamado de Museu canadense das civilizações[3].
- Parque de Gatineau: é o paraíso para os amantes de atividades ao ar livre. No inverno, há pistas de esqui. No verão, há praias e espaço para piquenique. Além disso, é um ótimo lugar para andar de bicicleta nas montanhas.
- Trem a vapor Hull-Chelsea-Wakefield: trem de 1907, que viaja de Gatineau até a pitoresca Wakefield.
- Central Rapides-Farmer: é uma central hidroelétrica ao norte da cidade.
- A Casa do Cidadão de Gatineau: é, na verdade, a prefeitura. Também há salas de espetáculos, galeria de arte e até um ginásio esportivo.

### Eventos

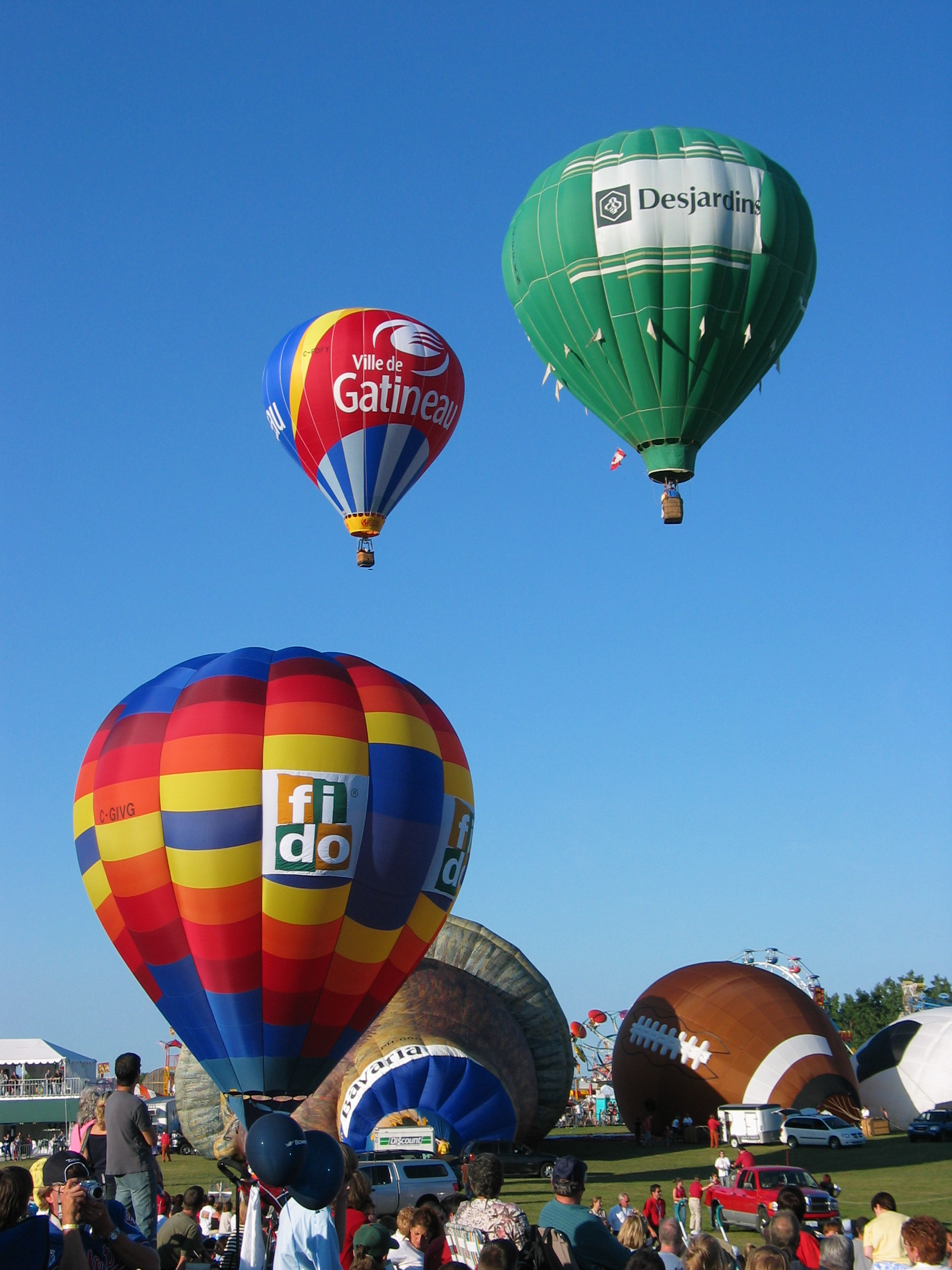

- Grands Feux do Casino: cinco noites de competições pirotécnicas
- Festival de balonismo de Gatineau: competição e exposição de balões. Evento em conjunto com Ottawa.
- Encontro internacional de histórias em quadrinhos: evento que reúne artistas do mundo todo para celebrar a arte das histórias em quadrinhos.
- Maravilhas de areia: encontro e competição de esculturas de areia. O evento ocorre no paque do lago Beaychamp.
- Maratina Canadense de Esqui: competição de esqui de fundo de 160 km entre Lachute e Gatineau.
- Festival Internacional de curta metragem: festival de gala que reúne os melhores curtas do mundo todo.Referências

1. ↑  Territorial Division Act. Revised Statutes of Quebec D-11.
2. 1 2  «História Gatineau»
3. ↑  ICI.Radio-Canada.ca, Zone Regions -. «Le Musée canadien des civilisations change de nom et de vocation | ICI.Radio-Canada.ca». Radio-Canada.ca (em francês). Consultado em 25 de novembro de 2015